# Formby Hall Challenge
De Formby Hall Challenge was een jaarlijks golftoernooi van de Europese Challenge Tour van 1996-2002. Het toernooi telde ook mee voor de MasterCard Tour.
Het toernooi werd gestart onder de naam Gosen Challenge, maar een jaar later werd de naam al veranderd in BPGT Challenge. In 1998 was MasterCard de naamsponsor. Vanaf 1999 werd het toernooi gespeeld op Formby Hall Golf Resort bij Liverpool en kreeg het toernooi weer een andere naam, de Formby Hall Challenge.
Na de fusie van 2003 tussen de MasterCard Tour en de Europro Tour ontstond de PGA EuroPro Tour. Het toernooi verdween toen van de agenda van de Challenge Tour en is nog een paar keer gespeeld onder de naam Formby Hall Challenge. Het bestond de laatste jaren uit drie rondes. 
| Jaar                  | Baan                                    | Winnaar         | Score           | Score           |
| Gosen Challenge       | Gosen Challenge                         | Gosen Challenge | Gosen Challenge | Gosen Challenge |
| --------------------- | --------------------------------------- | --------------- | --------------- | --------------- |
| 1996                  | Warwickshire                            | Greg Owen       | 281             |                 |
| BPGT Challenge        |                                         |                 |                 |                 |
| 1997                  | The Wynyard Club, The Wellington Course | Olivier Edmond  | 267             | -21             |
| MasterCard Challenge  |                                         |                 |                 |                 |
| 1998                  | Princes                                 | Fredrik Henge   | 277             |                 |
| Formby Hall Challenge |                                         |                 |                 |                 |
| 1999                  | Formby Hall                             | Greig Hutcheon  | 268             | -20             |
| 2000                  | Formby Hall                             | Fredrik Henge   | 270             | -18             |
| 2001                  | Formby Hall                             | Sam Little      | 276             | -12             |
| 2002                  | Formby Hall                             | Matthew Blackey | 275             | -13             |
| Formby Hall Classic   |                                         |                 |                 |                 |
| 2009                  | Formby Hall                             | Thomas Haylock  |                 |                 |
| 2010                  | Formby Hall                             | Nick McCarthy   | 206             | -10             |
| 2011                  | Formby Hall                             | Tommy Fleetwood | 200             | -16             |

Play-off
In 2011 werd het toernooi gewonnen door Nick McCarthy, die Scott Henry  in de play-off versloeg.